# Benedetta Ciardi
Benedetta Ciardi (Florence 7 octobre 1971) est une astrophysicienne italienne. 

## Biographie
Benedetta Ciardi est née à Florence. Après une Laurea en 1996 en physique à l'Université de Florence et diverses études et activités au sein de celle-ci, en 2001 elle est membre du personnel de la Société Max Planck à l'Institut Max Planck d'astrophysique. Ses recherches portent sur la réionisation de l'univers. Elle est chef de projet au MPA pour le LOFAR.